# Латрункулин B
Латрункулин B (англ. Latrunculin B) — органическое соединение, токсин группы латрункулинов из морских губок, обитающих в Красном море Latrunculia magnifica. Широко используется в клеточной биологии в качестве ингибитора актиновой полимеразации, блокирующего образование микрофиламентов.

## Свойства
Растворим в диметилсульфоксиде  (25 мг/мл) и этаноле (25 мг/мл).

## См.также
- Латрункулин A
- Латрункулины